# Barrow A.F.C.
Barrow Association Football Club er en professionel fodboldklub fra Barrow-in-Furness i Cumbria, England. Klubben spiller i League Two, det fjerde niveau i det engelske fodboldligasystem. Klubben blev dannet i 1901 og har hjemmebane på Holker Street, der har plads til 6.500 tilskuere.